# Smithsonian (metrostation)
Smithsonian is een metrostation in Washington D.C. aan de Silver, Blue en Orange Line van de metro van Washington.
Het station is gelegen aan de National Mall en Independence Avenue en is het aangewezen metrostation voor toegang tot de musea van de Smithsonian Institution. 

## Nabije omgeving
- Freer Gallery of Art
- United States Department of Agriculture

## Externe link

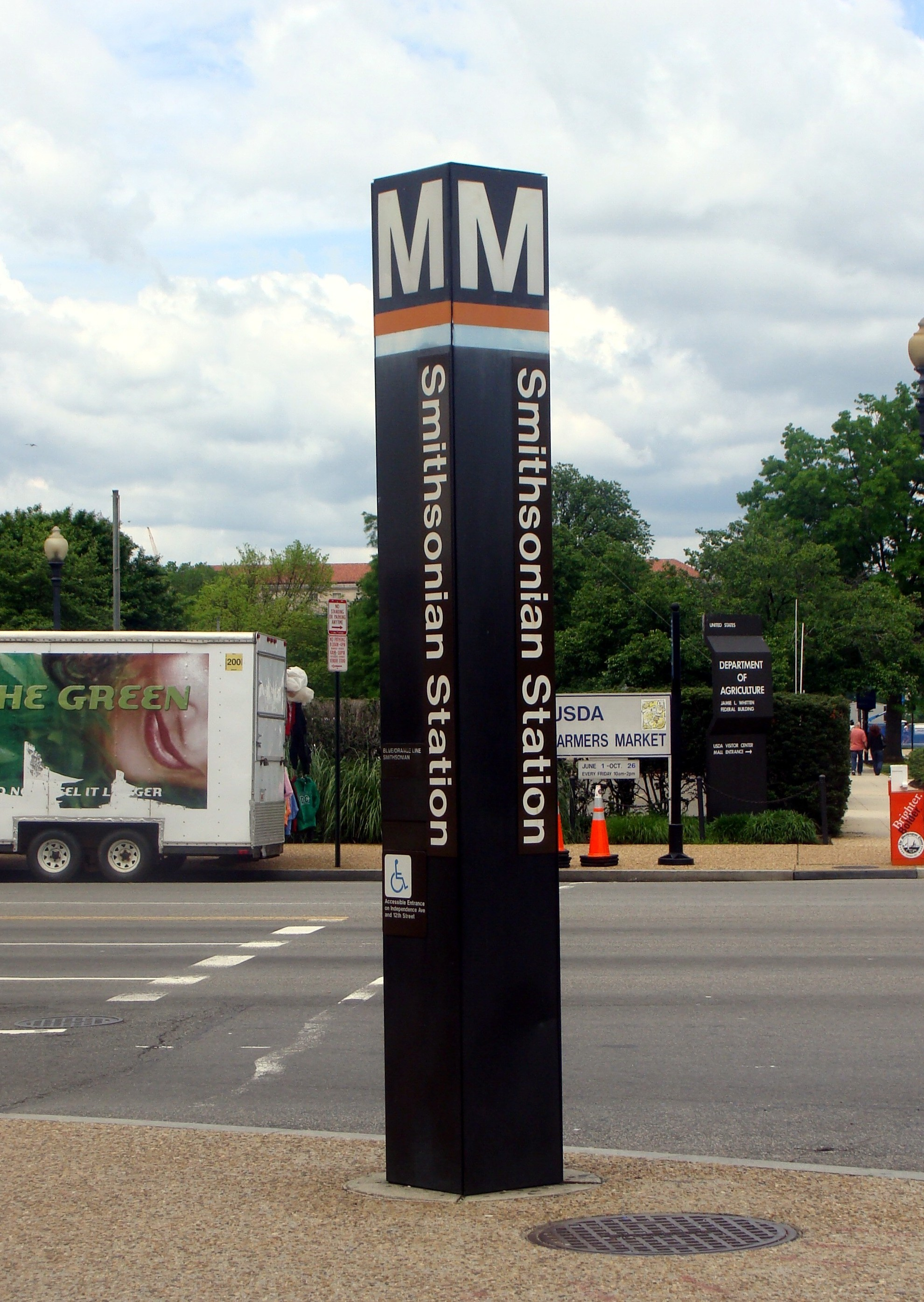
Stationsingang